# Вторичный рынок ценных бумаг
Вторичный рынок ценных бумаг — рынок, на котором происходит обращение ценных бумаг. На этом рынке уже не аккумулируются новые финансовые средства для эмитента, а только перераспределяются ресурсы среди последующих инвесторов.
Являясь механизмом перепродажи, он позволяет инвесторам свободно покупать и продавать ценные бумаги. При отсутствии вторичного рынка или его слабой организации последующая перепродажа ценных бумаг была бы невозможна или затруднена, что оттолкнуло бы всех или части инвесторов от покупки.

## Виды вторичного рынка
Вторичный рынок ценных бумаг бывает биржевой (организованный) и небиржевой (неорганизованный).
- биржевой рынок ценных бумаг — это рынок, который организовывается профессиональными участниками в сфере обращения ценных бумаг и характеризуется объединением его участников в одном месте, в одно время для проведения торгов. Это организованный, регулярно функционирующий рынок, который обслуживает движение денежных капиталов. Данный вид рынка позволяет сконцентрировать спрос и предложение ценных бумаг, их сбалансированность путём биржевого ценообразования, отражающего реальный уровень функционирования акционерного капитала.[1][2]
- небиржевой рынок ценных бумаг — это система экономических отношений между участниками рынка, осуществляемого в отсутствии организатора и единого времени и места торгов. Это децентрализованная форма торговли ценными бумагами. На таких рынках осуществляется торговля ценным бумагами в основном небольших компаний.[3]